# Cratylia bahiensis
Cratylia bahiensis é uma espécie de legume da família Leguminosae.
Apenas pode ser encontrada no Brasil.